# Новопятигорское озеро
Новопятиго́рское о́зеро — искусственное озеро в Пятигорске, питаемое рекой Подкумок, главный водоём города.
Заполнение озера началось в 1961. Официальное торжественное открытие Новопятигорского озера состоялось в июне 1965 года. Высота над уровнем моря — 519 м.
Одна сторона озера облицована плитами и примыкает к парку, другая — примыкает к реке, где возможен кемпинг.
С пляжей озера открывается вид на Машук и Бештау. Ежегодно перед купальным сезоном озеро приводят в порядок: спускают воду и вновь набирают из реки.
Озеро используется летом для купания, а в примыкающих прудах возможна рыбалка. Работает медпункт и комната полиции. В летний период работает прокат лодок.
В администрации города Пятигорска разрабатывается инвестиционный проект спортивно-оздоровительного комплекса, который будет включать в себя аквапарк, парк аттракционов, санаторий и конференц-отель.